# Рюмениль
Рюмени́ль (фр. Rumesnil) — коммуна во Франции, находится в регионе Нижняя Нормандия. Департамент коммуны — Кальвадос. Входит в состав кантона Камбреме. Округ коммуны — Лизьё.
Код INSEE коммуны — 14550.

## Население
Население коммуны на 2010 год составляло 93 человека.
| 1962 | 1968 | 1975 | 1982 | 1990 | 1999 | 2010 |
| ---- | ---- | ---- | ---- | ---- | ---- | ---- |
| 117  | 122  | 86   | 78   | 67   | 80   | 93   |

## Экономика
В 2010 году среди 65 человек трудоспособного возраста (15—64 лет) 46 были экономически активными, 19 — неактивными (показатель активности — 70,8 %, в 1999 году было 68,6 %). Из 46 активных жителей работали 45 человек (23 мужчины и 22 женщины), безработным был 1 мужчина. Среди 19 неактивных 6 человек были учениками или студентами, 8 — пенсионерами, 5 были неактивными по другим причинам.